# Scheupeleinsmühle

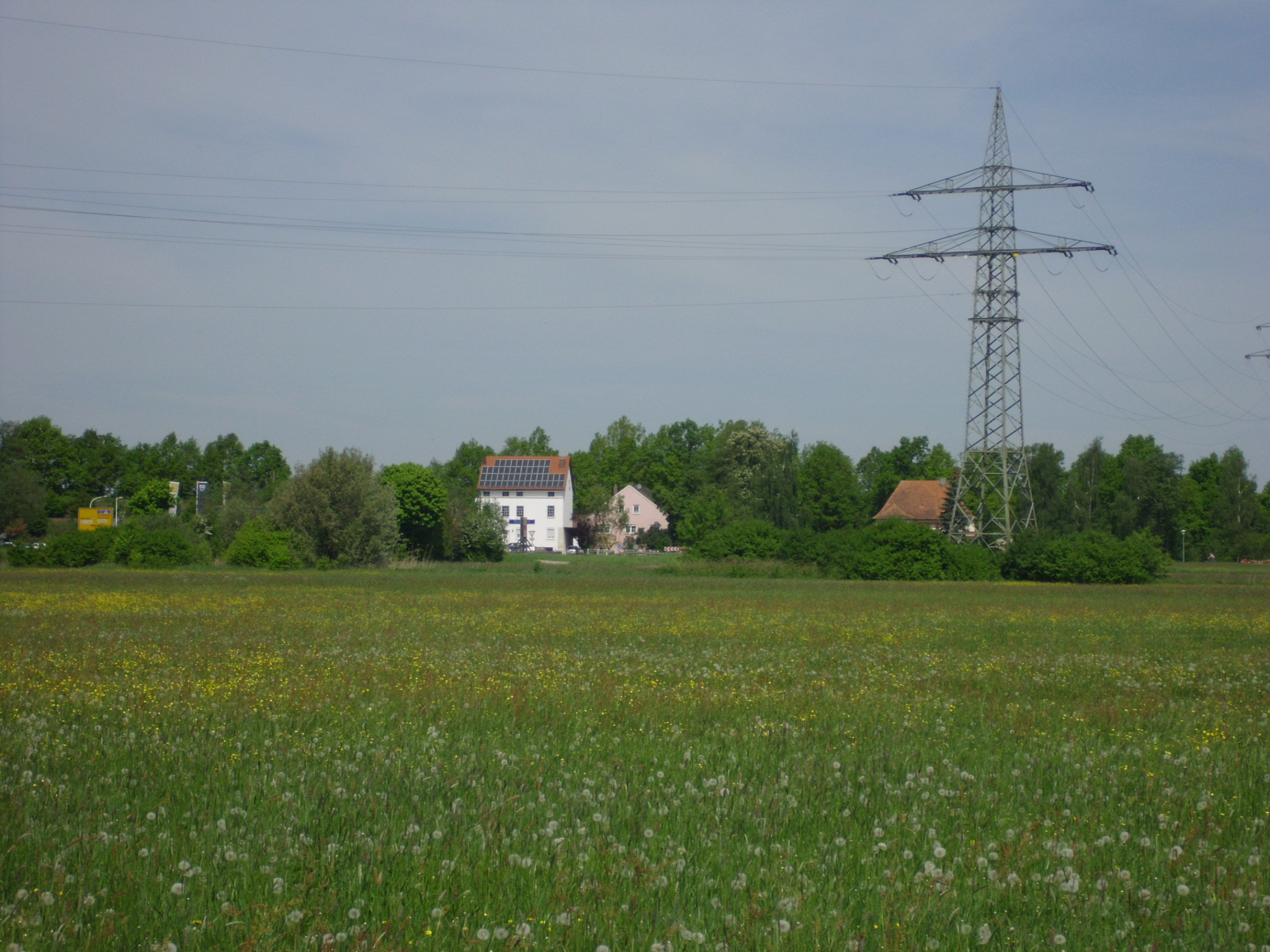
Scheupeleinsmühle

Scheupeleinsmühle (historisch auch Schäufeleinsmühle) ist ein Gemeindeteil der Stadt Gunzenhausen im Landkreis Weißenburg-Gunzenhausen (Mittelfranken, Bayern). Scheupeleinsmühle liegt in der Gemarkung Gunzenhausen.

## Lage
Die ehemalige Einöde Scheupeleinsmühle liegt am Kleinen Wurmbach westlich von Gunzenhausen und nördlich des Gunzenhäuser Gewerbegebietes „B 13 West/An der Scheupeleinsmühle“.

## Ortsname
Während Robert Schuh den Mühlennamen auf einen allerdings noch nicht nachgewiesenen Erbauer bzw. Besitzer namens Scheufelein/Schäufelein/Schäuffelein zurückführen möchte, ist Martin Winter der Ansicht, dass die historische Flurbezeichnung „beim Scheubloch“ (= „Gebüsch, von dem Abscheu, Schrecken, Furcht ausgeht“) namensgebend war. Gegen Letzteres spricht die Erstnennung als „Schäffelesmühl“.

## Geschichte
Die Mühle ist erstmals 1723 als „Schäffelesmühl“ erwähnt; erbaut wurde sie fünf Jahre zuvor. Im Heiligen Römischen Reich zinste das Mühlenanwesen an das ansbachisch-brandenburgische Kastenamt Gunzenhausen; als dort sitzender Untertan ist 1737 ein Johann Jacob Franz erwähnt. 1743 hieß der Müller der „Scheupeleins Mühl“ Johann Lorenz Schwarzbeck. Hochgerichtlich unterstand die Einöde dem markgräflichen Oberamt Gunzenhausen. Kirchlich gehörte sie zur evangelisch-lutherischen Pfarrei Unterwurmbach. 1792 ging die Mühle mit dem nunmehr ehemaligen Ansbacher Fürstentum an Preußen über.
1806 kam die Einöde mit dem ehemaligen Fürstentum Ansbach von Preußen an Bayern und war 1808 mit Ober- und Unterwurmbach Teil des Steuerdistrikts Cronheim im Landgericht und Rentamt Gunzenhausen. 1811 wurde Unterwurmbach mit der Mühle und Oberwurmbach eine Ruralgemeinde. 1856 wohnten hier sieben Personen. 1862 kam die Gemeinde Unterwurmbach zum Bezirksamt (und späteren Landkreis) Gunzenhausen. Für 1867 sind wieder sechs Einwohner angegeben.
1924 bewohnten sechs, 1950 16 Personen die Scheupeleinsmühle. Die Kinder gingen nach Unterwurmbach in die Schule, wo 1857 ein Schulhaus errichtet worden war. 1961 wohnten in zwei Wohngebäuden der Mühle 16 Personen. Mit der Gebietsreform in Bayern wurde Unterwurmbach am 1. April 1971 nach Gunzenhausen eingemeindet und kam am 1. Juli 1972 in den neuen Landkreis Weißenburg-Gunzenhausen.

## Sonstiges
- An der Scheupeleinsmühle steht ein historischer Kreuzstein, mit dem eine Sage verbunden ist, die von einem Verbrechen im Jahre 1012 handelt. Im Volksmund wird das Sühnekreuz „Schenkelkreuz“ genannt.[13] Siehe  sowie